# Taphrina caerulescens
Taphrina caerulescens är en svampart som först beskrevs av Desm. & Mont., och fick sitt nu gällande namn av Louis René Tulasne 1866. Taphrina caerulescens ingår i släktet Taphrina och familjen häxkvastsvampar.  Arten är reproducerande i Sverige. Inga underarter finns listade i Catalogue of Life.

## Källor

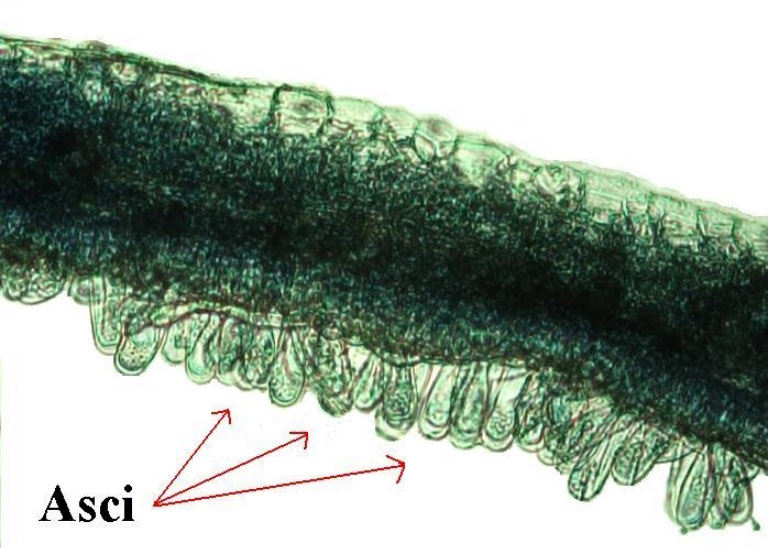